# Lâu đài Andrássy
Lâu đài Andrássy tọa lạc tại Tiszadob, Hạt Szabolcs-Szatmár-Bereg, nằm ở phía đông bắc của Hungary. Tòa kiến trúc này là tác phẩm do Artúr Meinig thiết kế cho Bá tước Gyula Andrássy, Bộ trưởng Ngoại giao thứ hai của Áo-Hungary và là thủ tướng Hungary đầu tiên. Theo truyền thuyết, bá tước đã xây dựng lâu đài để vinh danh Elisabeth xứ Bayern, Hoàng hậu Áo (còn gọi là Sissi) nhưng hiện không có bằng chứng cho việc bà đã từng ở lại Tiszadob.

## Lịch sử
Lâu đài và công viên xung quanh được xây dựng từ năm 1880 đến năm 1885. Kiến trúc sư Artúr Meining đã xây dựng lâu đài theo phong cách tân Gothic và Lãng mạn. Tòa nhà có 4 lối vào tương ứng với 4 mùa, 12 tháp cho 12 tháng, 52 phòng cho 52 tuần trong năm và 365 cửa sổ cho 365 ngày trong năm. Một trong những ví dụ rõ ràng nhất cho việc Meinig lấy cảm hứng từ các lâu đài ở châu Âu là trần của salon lớn hình chữ L ở tầng trệt, đây là bản sao chính xác của phòng Trưng bày Phim hoạt hình thuộc Lâu đài Knole ở Kent, Anh.
Sau khi Bá tước Andrássy Gyula qua đời năm 1890, lâu đài đã được chuyển cho con trai cả của ông là Bá tước Tivadar Andrássy de Csíkszentkirály et Krasznahorka (10 tháng 7 năm 1857 - 13 tháng 5 năm 1905). Năm 1918, trong cuộc Cách mạng Aster, lâu đài đã bị tập kích bởi những kẻ man rợ từ thị trấn Polgár gần đó. Không chỉ đồ đạc mà tất cả các bức tranh, gương Venice, đồ gốm sứ, sách, đều bị phá hủy. Thời đại Andrássy kết thúc vào năm 1945 khi nơi này trở thành một bệnh viện quân đội cho quân đội Romania. Đến năm 1948, nhà nước đã tịch thu lâu đài và biến nơi này trở thành trại trẻ mồ côi từ năm 1950. Trại trẻ mồ côi này vẫn hoạt động cho đến năm 2007.

## Cải tạo
Một cuộc cải tạo lớn đã được thực hiện theo lệnh của chính quyền địa phương quận Szabolcs- Szatmár- Bereg từ năm 2011-2014. Việc cải tạo được tài trợ bởi cả chính phủ Hungary và Liên minh châu Âu với chi phí khoảng 7,1 triệu EUR. Mục đích của việc tân trang là để cho phép Tiszadob và Lâu đài Andrássy tổ chức một loạt các điểm tham quan văn hóa. Sau khi mở cửa trở lại cho du khách vào năm 2015, nơi này đã cung cấp rất nhiều chương trình du lịch cho người dân địa phương và khách du lịch.